# Statut maître
 (juillet 2017).
La forme ressemble trop à un extrait de cours et nécessite une réécriture afin de correspondre aux standards de Wikipédia.
En sociologie, le statut maître est le statut social prédominant d'une personne, en termes de prestige, d'attentes, de droits ou d'obligations.

## Origine
L'introduction de la notion statut maitre est souvent attribuée au sociologue Everett C. Hughes dans un article publié dans l’American Journal of Sociology en 1945. En définissant un statut comme étant une position sociale caractérisée par des droits, des limitations à ces droits et des devoirs, Everett Hughes s’attache à décrire des cas de personnes ayant des doubles statuts qui, dans le contexte américain des années 40, semblent contradictoires ou incompatibles : un médecin noir, une femme ingénieure. Être afro-américain à cette époque est un statut social considéré comme plutôt inférieur qui, dans beaucoup de circonstances, prédomine sur les autres statuts sociaux d'une personne, y compris le statut plutôt élevé de médecin. Des patients potentiels de ce médecin le considéreront avant tout comme une personne ayant un statut de noir américain, sauf éventuellement en cas d’urgence médicale. De même, le statut lié au sexe féminin d'une femme ingénieure va dans de nombreuses circonstances limiter son statut lié à sa profession d'ingénieure. Hughes ne parle pas encore de statut maître, mais d'un master status-determining trait, donc de la caractéristique qui détermine le statut global d'une personne qui prédomine sur ses autres statuts, lesquels lui sont ainsi subordonnés.
Outre les attributs raciaux ou de sexe, d’autres caractéristiques ont parfois été considérées[Par qui ?] comme statuts maîtres, par exemple une invalidité, une conduite déviante, l'obésité. Un statut maître peut être lié à des attributs fixés par la naissance ou à des caractéristiques acquises au cours de la vie. La notion a été régulièrement reprise par des sociologues et des psychologues sociaux, insistant par exemple sur le fait que le statut maitre joue un rôle identitaire privilégié ainsi qu’un rôle majeur dans les choix de vie.

## Applications à la recherche sur les parcours de vie
La notion de statut maître a fait l'objet de plusieurs développements dans la perspective de recherche sur les parcours de vie, particulièrement en vue de décrire et d'expliquer les différences de trajectoires professionnelle et familiales entre les hommes et les femmes, les auteurs utilisant alors le terme de statut maître sexué,,,,. Dans cette approche, la notion de statut maître sexué se rapporte au fait que les champs d'insertion prioritaires diffèrent systématiquement entre les hommes et les femmes par assignation sociale. Pour les hommes, le champ d'insertion prioritaire est le domaine de la vie professionnelle alors que pour les femmes, le domaine d'insertion prioritaire est celui de la famille. Pour les hommes comme pour les femmes, les insertions dans d’autres champs sont subordonnées à cette insertion principale. C’est notamment le cas de l’insertion professionnelle chez les femmes, qui, dans le contexte de plusieurs pays (Allemagne de l'Ouest, Suisse romande) est fortement rythmée par les événements de la vie familiale. Les femmes diminuent ainsi leur temps d'emploi au moment de la naissance de leur premier enfant, voire interrompent leur activité professionnelle, pour revenir sur le marché du travail à temps partiel lorsque les enfants vont à l’école. L’insertion dans le champ familial est subordonnée chez les hommes à leur insertion professionnelle : les événements de la vie familiale n’infléchissent guère leur carrière, la consolident plutôt alors que leur participation aux activités domestiques et aux soins des enfants est limitée par leur activité professionnelle.
Les statuts maîtres sexués ne résultent pas d’un quelconque processus biologique ou naturel ayant conduit à la division et à la spécialisation des rôles masculins et féminins. Ils résultent plutôt d’un processus historique de construction sociale des rôles de pères et de mère ayant émergé au cours du XIXe siècle dans les pays occidentaux, menant dans une première période et dans une partie croissante des sociétés européennes à une ségrégation quasi complète des domaines d'activité entre hommes (monde extrafamilial) et femmes (monde intrafamilial). Un exemple de ce processus historique est celui de la promotion de l’allaitement, alors que cette pratique était très inégalement présente auparavant, les milieux aisés recourant régulièrement à des nourrices. 
Dans le paradigme de recherche sur les parcours de vie, les institutions jouent un rôle clef dans le déroulement des parcours, en créant des opportunités et des contraintes pour les individus (effet de contexte vu sous l’angle du moment ou de l’époque et du lieu ou du milieu social). Selon cette perspective, les institutions structurant ainsi la vie des personnes jouent un rôle majeur dans le maintien des statuts maîtres sexués dans les sociétés contemporaines. Sans forcément viser directement à influer sur l'ordre de genre, ces institutions s’appuient sur une représentation, souvent tacite et non thématisée, de la famille traditionnelle dans laquelle les hommes jouent un rôle de pourvoyeur principal de ressources économiques alors que les femmes jouent celui de mère. Ces institutions sont multiples et maintiennent un faisceau de contraintes qui poussent un grand nombre de couples à adopter un style de vie dans lesquels prédominent les statuts maîtres sexués. A titre d'exemple, on peut citer dans le cas de la Suisse, pays dans lequel les différences sexuées de trajectoires professionnelles sont particulièrement marquées, le très faible nombre de crèches qui incite les femmes à diminuer leur temps de travail, de même que les horaires d’écoles qui souvent sont peu compatibles avec ceux d’un travail salarié, ou encore les réticences des employeurs à concéder des temps partiels à leurs employés devenus pères. On peut citer aussi le système de taxation fiscale qui pénalise les couples mariés ayant deux activités rémunérées à plein-temps, le gain de revenu obtenu avec ces deux salaires par rapport au revenu provenant d'une activité à plein-temps et d'une activité à temps partiel étant compensé voire dépassé par les coûts supplémentaires d'impôts et de frais de garde d’un enfant en bas âge. 
Plusieurs travaux ont montré que c’est au moment de la transition à la parentalité que se manifestent les statuts maitres sexués. Avant la naissance d’un premier enfant, les couples partagent souvent des pratiques et des valeurs égalitaires. Lors de la naissance de leur enfant, non seulement les femmes diminuent leur temps de travail ou interrompent leur activité professionnelle, mais le partage des tâches domestiques devient à son tour inégal, les femmes prenant de plus en plus souvent en charge les tâches traditionnellement "féminines" (lavage, repassage, ménage, etc.). De même, elles prennent en charge plus souvent les tâches de soins à l’enfant, particulièrement les tâches élémentaires (changer l’enfant, l’habiller), mais aussi les relations avec la parenté. Les changements dans la répartition des tâches se font souvent malgré les intentions des parents, sans qu’ils ne l’anticipent, et souvent alors même qu’ils continuent de partager des valeurs égalitaires. Les travaux soulignent ainsi l’apparition d’une contradiction ou tension entre des valeurs égalitaires et des pratiques inégalitaires qui peuvent se maintenir longtemps après la transition à la parentalité. 
Si les statuts maîtres sexués se manifestent au moment de la transition à la parentalité, ils n’apparaissent pas totalement ex nihilo au cours du parcours de vie. La manifestation des statuts maîtres sexués se prépare avant la naissance de l’enfant à des moments-clefs du parcours de vie. Au moment des choix professionnels et de formation, les jeunes-femmes anticipent leur rôle futur de mère en choisissant souvent une orientation qui les guidera vers un métier exercé typiquement par des femmes, et dans lequel il est plus facile de négocier un emploi à temps partiel, en général moyennant des conditions moins favorables en termes de salaire, de formation continue, de promotion et d'assurance vieillesse, contrairement aux emplois masculins dans lesquels le plein-temps est valorisé, voire obligatoire.
Les travaux reposant sur la notion de statut maître sexué ont contribué à la recherche sur les parcours de vie, en fournissant des arguments empiriques permettant de contredire aussi bien les thèses de standardisation que celles de déstandardisation des parcours de vie. Selon la thèse de la standardisation, les trajectoires de vie seraient devenues de plus en plus semblables entre le milieu du XIXe siècle et celui du XXe, en étant formées d'une succession de trois phases, phase d’éducation, phase d’activité professionnelle et phase de retraite. Cette trajectoire-type aurait été favorisée par l’émergence d’institutions liées à l’État social, plus particulièrement les assurances sociales. Les trajectoires différenciées des hommes et des femmes montrent qu'il n’y a pas eu standardisation des trajectoires vers un seul modèle mais vers des modèles différenciés entre les hommes et les femmes en relation avec les statuts maitres des uns et des autres. Quant à la thèse de la déstandardisation, énoncée notamment par Ulrich Beck, elle stipule que les trajectoires sont devenues depuis les années soixante très diversifiées et singulières en relation avec la montée de nouvelles injonctions normatives dans nos sociétés contemporaines promouvant l’individualisme. La recherche montre qu’il existe certes plusieurs types de trajectoires professionnelles, notamment chez les femmes, mais que les types de trajectoire sont en petit nombre.